# Ferney Park
Het Ferney Park is een multifunctioneel stadion in Ballinamallard, een plaats in Noord-Ierland. 
Het stadion wordt vooral gebruikt voor voetbalwedstrijden, de voetbalclub Ballinamallard United FC maakt gebruik van dit stadion. In het stadion is plaats voor 2.000 toeschouwers. Het stadion werd geopend in 1975. Er vonden tussen 2009 en 2010 renovaties plaats.
Ballymena Showgrounds (Ballymena United FC) ·
Inver Park (Larne FC) ·
Milltown (Warrenpoint Town FC) ·
Mourneview Park (Glenavon FC) ·
Seaviewstadion (Crusaders FC) ·
Shamrock Park (Portadown FC) ·
Solitude (Cliftonville FC) ·
Stangmore Park (Dungannon Swifts FC) ·
Taylors Avenue (Carrick Rangers FC) ·
The Oval (Glentoran FC)
The Showgrounds (Coleraine FC) ·
Windsor Park (Linfield FC)
Bangor Fuels Arena (Ards FC) ·
Breda Park (Knockbreda FC) ·
Darragh Park (Dergview FC) ·
Dixon Park (Ballyclare Comrades FC) ·
Ferney Park (Ballinamallard United FC) ·
Lakeview Park (Loughgall FC) ·
Ryan McBride Brandywell Stadium (Institute FC) ·
Tandragee Road (Annagh United FC) ·
The Showgrounds (Newry City AFC) ·
Tillyburn Park (Harland & Wolff Welders FC)
Upper Malone (Queens University Belfast AFC) ·
Wilgar Park (Dundela FC)
Bangor Fuels Arena (Bangor FC) ·
Crystal Park (Banbridge Town FC) ·
Fortwilliam Park (Tobermore United FC) ·
Holm Park (Armagh City FC) ·
Mill Meadow (Moyola Park FC) ·
Mullaghacall (Portstewart FC) ·
New Forge Lane (PSNI FC) ·
New Grosvenor Stadium (Lisburn Distillery FC) ·
Planters Park (Dollingstown FC) ·
Solitude (Newington FC)
The Showgrounds (Limavady United FC) ·